# أناكوندا (مثبت)
أناكوندا (بالإنجليزية: Anaconda) هو مثبت Installer لرد هات لينكس وفيدورا. تمت كتابته باستخدام لغتي بايثون وسي، مع واجهة رسومية باستخدام باي جتك وواجهة نصية باستخدام python-newt.
مثبت أناكوندا يستخدم من قبل ريد هات إنتربرايس لينكس وفيدورا والعديد من المشاريع الأخرى. أناكوندا يوفر وضع رسومي ووضع نصي، حتى يستطيع المستخدمون التثبيت على نطاق واسع من الأنظمة.
الأناكوندا هي ثعابين آكلة للسحالي ، ومثبت توزيعة كالديرا كان يدعى ليزرد Lizard (بالعربية: سحلية) ، ومن هنا التسمية.

## الوظيفة
عبارة عن نظام مجاني مفتوح المصدر يسمح لك بكتابة وتنفيذ التعليمات البرمجية بلغة البرمجة Python.صممت بواسطة continuum.io ، وهي شركة متخصصة في تطوير بايثون. تعتبر اناكوندا هي الطريقة الأكثر شيوعا لتعلم واستخدام Python للحوسبة العلمية وعلوم البيانات والتعلم الآلي.

## المحلقات
يحتوي اناكوندا على عدد من الملحقات تسهم تحسين وتسريع الأعمال البرمجية ، وهي:
- كوندا (Conda) هو عبارة عن نظام إدارة حزمة وبيئة مفتوح المصدر يستخدم في تثبيت أو تحديث الحزم، وإنشاء أو تحميل البيئات.
- مكتبات التعلم الآلي مثل: TensorFlow و scikit-learn و Theano.
- مكتبات علوم البيانات مثل: Panda و NumPy و Dask.
- مكتبات تمثيل البيانات مثل: Bokeh و Datashader و matplotlib و Holoviews.

## حقوق الاستخدام
يتواجد مثبت أناكوندا تحت برمجيات حرة، تحت رخصة جنو العمومية.
يتم استخدام مثبت الأناكوندا في برامج تشغيل عديدة، منها ريد هات إنتربرايز لينكس، فيدورا (نظام تشغيل) والعديد من التطبيقات.